# Галицко-Волынский фронт
Галицко-Волынский фронт (пол. Front Galicyjsko-Wołyński) — оперативное соединение Войска Польского, образованное в ходе польско-украинской войны путем слияния Волынского фронта и Командования «Восток» на основании директивы Верховного главнокомандующего генерала Юзефа Пилсудского. Существовал с 29 мая по 27 июля 1919 года, после чего распался на Галицкий и Волынский фронты.

## История
После успешного наступления на позиции украинских войск в Галиции и Волыни в мае 1919 года. Главное командование польских войск постановило приказом № 408/III объединить Волынский фронт с армией «Восток» в одну группировку под названием «Галицко-Волынский фронт». Это произошло из-за того, что командование признало польско-украинскую войну фактически выигранной (украинские войска контролировали только полосу над Збручем), поэтому можно было сократить силы и централизовать командование в этом регионе.
Реорганизация проходила в момент польского наступления, во время которого было захвачено: 27 мая — Броды и Радивилов, 28 мая — Золочев, 30 мая — Бережаны и 2 июня — Тернополь, где было много украинских резервов. После этих событий наступило временное прекращение военных действий со стороны Польши. Украинская Галицкая Армия отступила на небольшой участок границы Збручем, Днестром и захваченным поляками Чортковом.
Определенную роль в успешности польского майского наступления сыграла и королевская Румыния. Весной 1919 года Польшу от Румынии отделяла только полоса еще подвластной ЗОУНР территории, захват которой позволил бы установить польско-румынскую границу. 24 мая по договоренности с Польшей 8-я румынская дивизия перешла границу ЗОУНР и заняла Коломыю, Снятын, Косов и двинулась на Станиславов, а между тем польские войска вошли в Станиславов, Галич и Калуш.
9 июня 1919 года новым командующим УГА стал генерал Александр Греков. Он задумал так называемое Чортковское наступление, начатую 7/8 июня, в которую были привлечены остатки западноукраинских войск, то есть около 25 000 воинов, сгруппированных в три корпуса. Первым на Чортков, где размещались подразделения дивизии Сикорского, двинулся 1-й Галицкий корпус Осипа Микитки, который разбил противника и отразил Копычинцы. В то же время 3-й корпус нанес удар по Язловцу при поддержке 2-го корпуса. 11 июня был освобожден Бучач. 14 июня прошли победные бои УГА под Подгайцами и Нижневом. 21 июня украинские воины вступили в Бережаны, которые наспех покинул противник. Однако в результате задержки 6-й и 11-й бригад с выходом в тыл полякам, их частям удалось избежать оцепления и окончательного разгрома. 1-й корпус Никитки развивал наступление на Броды и Красное. 22 июня украинцы получили Золочев и Подкамень. В течение трех недель наступления Войско Польское потеряло ранеными, пропавшими без вести и погибшими более 2 тыс. (2121) и было вынуждено отступить к линии Днестр — Гнилая Липа — Перемышляны — Подкамень. Это было одно из самых больших поражений польских войск в 1918—1921 годах.
Однако недостаток оружия и боезапасов не позволил обратить эти достижения в стратегические достижения. За неимением оружия и патронов генерал Александр Греков должен был распустить по домам 75 тысяч добровольцев, которые согласились с его войском в течение Чортковского наступления. Успехи Галицкой армии изрядно обеспокоили Варшаву, из Польши срочно перебросили в Галицию несколько свежих пехотных полков. 28 июня под личным командованием Юзефа Пилсудского польские войска перешли в наступление по всему Галицкому фронту от Брод до Галича. В тот день польская армия (силами 38 600 штыков, 2 100 сабель, 797 пулеметов, 207 орудий) прорвала украинский фронт под Янчиноми присылала УГА (24 000 штыков, 400 сабель, 376 пулеметов и 144 пушки) к отступлению на Збруч и переходу через реку 16 июля. Это дало основания польской стороне считать завершенной польско-украинскую войну, начатую поляками 1 ноября 1918 года. Учитывая это, отпала потребность в одном большом фронте, который с тех пор был разделен на два оперативных соединения: Волынский фронт (с 23 июля), продолживший бои на этот раз с большевистскими силами, и Галицкий, переименованный 27 июля в Подольский, задачей которого была наблюдательная миссия при действующей Армии УНР вне Збруча.

## Боевые порядки
- 3-я пехотная дивизия Легионов
- 4-я пехотная дивизия
- 5-я пехотная дивизия
- 4-я дивизия польских стрелков
- 6-я дивизия польских стрелков
- Комбинированная пехотная дивизия Сикорского
- 1-я бригада польских стрелков
- III авиагруппа
- группа «Буг»